# Finale KNVB Beker 2017/18 (mannen)
De finale van de TOTO KNVB Beker 2017/18 tussen AZ en Feyenoord werd gespeeld op 22 april 2018.

## Wedstrijdgegevens
| Datum              | 22 april 2018                                   | 22 april 2018                                   |
| Stadion            | De Kuip, Rotterdam                              | De Kuip, Rotterdam                              |
| Toeschouwers       | 46.084                                          | 46.084                                          |
| Scheidsrechter     | Björn Kuipers                                   | Björn Kuipers                                   |
| Assistenten        | Sander van Roekel Erwin Zeinstra                | Sander van Roekel Erwin Zeinstra                |
| Vierde official    | Pol van Boekel                                  | Pol van Boekel                                  |
| Video-assistenten  | Danny Makkelie (VAR *) Jochem Kamphuis (AVAR *) | Danny Makkelie (VAR *) Jochem Kamphuis (AVAR *) |
|                    | AZ                                              | Feyenoord                                       |
| Doelpunten         | 0                                               | 3                                               |
| Gele kaarten       | 4                                               | 3                                               |
| Rode kaarten       | 0                                               | 0                                               |
| Wissels            | 3                                               | 2                                               |
| Schoten op doel    | 7                                               | 8                                               |
| Schoten naast doel | 7                                               | 6                                               |
| Overtredingen      | 14                                              | 17                                              |
| Hoekschoppen       | 5                                               | 4                                               |
| Buitenspel         | 1                                               | 6                                               |
| Vrije trappen      |                                                 |                                                 |
| Geslaagde passes   | 414                                             | 266                                             |
| Balbezit (%)       | 58                                              | 42                                              |

| AZ | 0 – 3 (0 – 1) *        | Feyenoord |
| | goals (assists)        | 28' Nicolai Jørgensen 57' Robin van Persie ( Steven Berghuis) 90+3' Jens Toornstra |
| John van den Brom | coach                  | Giovanni van Bronckhorst |
| Marco Bizot Jonas Svensson Ricardo van Rhijn 58' (Mats Seuntjens 58') Ron Vlaar Stijn Wuytens 78' (Iliass Bel Hassani 78') Thomas Ouwejan Fredrik Midtsjø 66' (Oussama Idrissi 66') Guus Til Teun Koopmeiners Alireza Jahanbakhsh Wout Weghorst | opstellingen (wissels) | Brad Jones Kevin Diks Sven van Beek Jan-Arie van der Heijden Ridgeciano Haps Karim El Ahmadi 67' Robin van Persie ( 67' Jean-Paul Boëtius) Tonny Vilhena 90+2' Steven Berghuis ( 90+2' Eric Botteghin) Nicolai Jørgensen Jens Toornstra |
| Gino Coutinho Nick Olij Rens van Eijden Pantelis Hatzidiakos Owen Wijndal Joris van Overeem Iliass Bel Hassani Mats Seuntjens Tijjani Reijnders Oussama Idrissi Mees Hoedemakers                                                                | wisselspelers          | Justin Bijlow Ramon ten Hove Bart Nieuwkoop Eric Botteghin Tyrell Malacia Renato Tapia Sofyan Amrabat Emil Hansson Jean-Paul Boëtius Bilal Başacıkoğlu Dylan Vente                                                                      |
| Fredrik Midtsjø 37' Alireza Jahanbakhsh 43' Wout Weghorst 43' Teun Koopmeiners 46' | gele kaarten           | 50' Karim El Ahmadi 69' Kevin Diks 77' Jean-Paul Boëtius |
| Bijz.: * In deze wedstrijd werd er gebruikgemaakt van doellijntechnologie, van een video-assistent (VAR) en een assistent videoscheidsrechter (AVAR).                                                                                           |                        | |

Seizoenen: 1898/99 · 1899/00 · 1900/01 · 1901/02 · 1902/03 · 1903/04 · 1904/05 · 1905/06 · 1906/07 · 1907/08 · 1908/09 · 1909/10 · 1910/11 · 1911/12 · 1912/13 · 1913/14 · 1914/15 · 1915/16 · 1916/17 · 1917/18 · 1918/19 · 1919/20 · 1920/21 · 1921/22 · 1922/23 · 1923/24 · 1925 · 1925/26 · 1926/27 · 1927/28 · 1928/29 · 1929/30 · 1930/31 · 1931/32 · 1932/33 · 1933/34 · 1934/35 · 1935/36 · 1936/37 · 1937/38 · 1938/39 · 1939/40 · 1940/41 · 1941/42 · 1942/43 · 1943/44 · 1944/45 · 1945/46 · 1946/47 · 1947/48 · 1948/49 · 1949/50 · 1950/51 · 1951/52 · 1952/53 · 1953/54 · 1954/55 · 1955/56 · 1956/57 · 1957/58 · 1958/59 · 1959/60 · 1960/61 · 1961/62 · 1962/63 · 1963/64 · 1964/65 · 1965/66 · 1966/67 · 1967/68 · 1968/69 · 1969/70 · 1970/71 · 1971/72 · 1972/73 · 1973/74 · 1974/75 · 1975/76 · 1976/77 · 1977/78 · 1978/79 · 1979/80 · 1980/81 · 1981/82 · 1982/83 · 1983/84 · 1984/85 · 1985/86 · 1986/87 · 1987/88 · 1988/89 · 1989/90 · 1990/91 · 1991/92 · 1992/93 · 1993/94 · 1994/95 · 1995/96 · 1996/97 · 1997/98 · 1998/99 · 1999/00 · 2000/01 · 2001/02 · 2002/03 · 2003/04 · 2004/05 · 2005/06 · 2006/07 · 2007/08 · 2008/09 · 2009/10 · 2010/11 · 2011/12 · 2012/13 · 2013/14 · 2014/15 · 2015/16 · 2016/17 · 2017/18 · 2018/19 · 2019/20 · 2020/21 · 2021/22 · 2022/23 · 2023/24 · 2024/25
Finales: 2013 · 2014 · 2015 · 2016 · 2017 · 2018 · 2019 · 2020 · 2021 · 2022 · 2023 · 2024
Nederland: Eredivisie · Eerste divisie · Tweede divisie · Derde divisie/Topklasse · KNVB Beker
Europa: Champions League · Europa Cup I · Europa Cup II · Europa League · UEFA Cup · Jaarbeursstedenbeker · Intertoto Cup